# Секст Витулазий Непот
Секст Витулазий Непот (на латински: Sextus Vitulasius Nepos) e сенатор на Римската империя през 1 век.
Произлиза от Вестинорум в Италия. През 78 г. Витулазий е суфектконсул заедно с Квинт Артикулей Пет.